# Nicola Heindl
Nicola Heindl (Londres, Inglaterra, 1965) es una artista inglesa, conocida por su trabajo en las portadas de los discos del sello discográfico Putumayo World Music.
Heindl nació en Londres pero creció fuera de esta ciudad, regresó a ella para estudiar ilustración en el Central St. Martins College of Art and Design. Al terminar sus estudios, inició su carrera como artista comercial, trabajando como ilustradora y diseñadora ocasional haciendo desde tarjetas de felicitación y cubiertas de libros, a periódicos y revistas como Vogue y Marie Claire.  
Hace unos diez años, Nicola dejó de trabajar en comisiones independientes para trabajar casi exclusivamente para Putumayo World Music. Mientras visitaba la Ciudad de Nueva York, Heindl conoció a Dan Storper, cofundador y CEO de Putumayo, a través de un conocido mutuo que trabajaba en Putumayo. Storper había comprado tarjetas hechas por Heindl anteriormente y admiraba mucho su trabajo. Dan Storper primero le hizo el encargo de un póster a Nicola, y después comenzaron una mayor relación laboral.
Heindl ha pintado cerca de trescientas portadas para Putumayo. Ella ilustra la música de Putumayo a través de líneas sencillas, colores en negrillas, y vivas escenas de la cultura o culturas de cada álbum. Frecuentemente usas sus propias experiencias de viaje como inspiración. Sus Libros de Bocetos incluyen dibujos de sus viajes a la India, Sri Lanka, Camerún, Marruecos, Tanzania, Panamá y varios países de Europa.
Nicola Heidl y su familia poseían una pequeña arboleda de olivos al sur de Barcelona con la que producían aceite de oliva orgánico en su tiempo libre. Además de su trabajo comercial, Nicola también disfruta de pintar en óleo y acuarela. Heindl, su esposo y sus dos pequeños hijos regresaron recientemente a Londres, después de residir en España por cinco años.